# Fenofibrate
Fenofibrate, được bán dưới dạng biệt dược Tricor và một số loại khác như ở Việt Nam là Lipanthyl, thuộc nhóm thuốc fibrate được sử dụng để điều trị nồng độ lipid trong máu bất thường. Thuốc ít được ưu tiên hơn so với thuốc statin vì nó không làm giảm nguy cơ bệnh tim mạch hoặc tử vong, ngoài ra còn có thể gây hậu quả rối loạn hoạt động của gan như bệnh gan,. Việc sử dụng thuốc được khuyến khích cùng với thay đổi chế độ ăn uống. Thuốc được dùng qua đường uống.
Các tác dụng phụ thường gặp bao gồm các vấn đề về gan, khó thở, đau bụng, các vấn đề về cơ và buồn nôn. Tác dụng phụ nghiêm trọng có thể bao gồm hoại tử biểu bì độc hại, tiêu cơ vân, sỏi mật, cục máu đông và viêm tụy. Sử dụng trong thai kỳ và cho con bú không được khuyến khích. Thuốc hoạt động theo nhiều cơ chế.
Thuốc được cấp bằng sáng chế vào năm 1969 và được đưa vào sử dụng y tế vào năm 1975. Thuốc có sẵn dưới dạng loại thuốc gốc. Một tháng cung cấp thuốc ở Vương quốc Anh tiêu tốn của NHS khoảng 3,67 £ mỗi tháng tính đến năm 2019. Tại Hoa Kỳ, chi phí bán buôn của số thuốc này là khoảng 8,40 USD. Năm 2016, đây là loại thuốc được kê đơn nhiều thứ 67 tại Hoa Kỳ với hơn 11 triệu đơn.

## Sử dụng trong y tế
Fenofibrate chủ yếu được sử dụng cho tăng cholesterol máu nguyên phát hoặc rối loạn lipid máu hỗn hợp. Fenofibrate dường như làm giảm nguy cơ mắc bệnh tim mạch và có thể là bệnh võng mạc đái tháo đường ở những người bị đái tháo đường, và trước tiên được chỉ định để giảm sự tiến triển của bệnh võng mạc tiểu đường ở bệnh nhân đái tháo đường loại 2 và bệnh võng mạc đái tháo đường hiện có ở bệnh nhân đái tháo đường. Thuốc cũng có vẻ hữu ích trong việc giảm nguy cơ cắt cụt chân trong cùng nhóm người này. Fenofibrate cũng được sử dụng ngoài nhãn hiệu như một liệu pháp bổ sung nồng độ axit uric trong máu cao ở những người bị bệnh gút.
Thuốc này được sử dụng cùng với chế độ ăn kiêng để giảm cholesterol lipoprotein mật độ thấp (LDL), cholesterol toàn phần, triglyceride (TG) và apolipoprotein B (apo B), và để tăng cholesterol lipoprotein mật độ cao (HDL) ở người trưởng thành tăng cholesterol máu hoặc rối loạn lipid máu hỗn hợp.